# Boris och Gleb (bröder)
Ej att förväxla med området Borisoglebsk i Petsamo distrikt i Ryssland, se Borisoglebsk

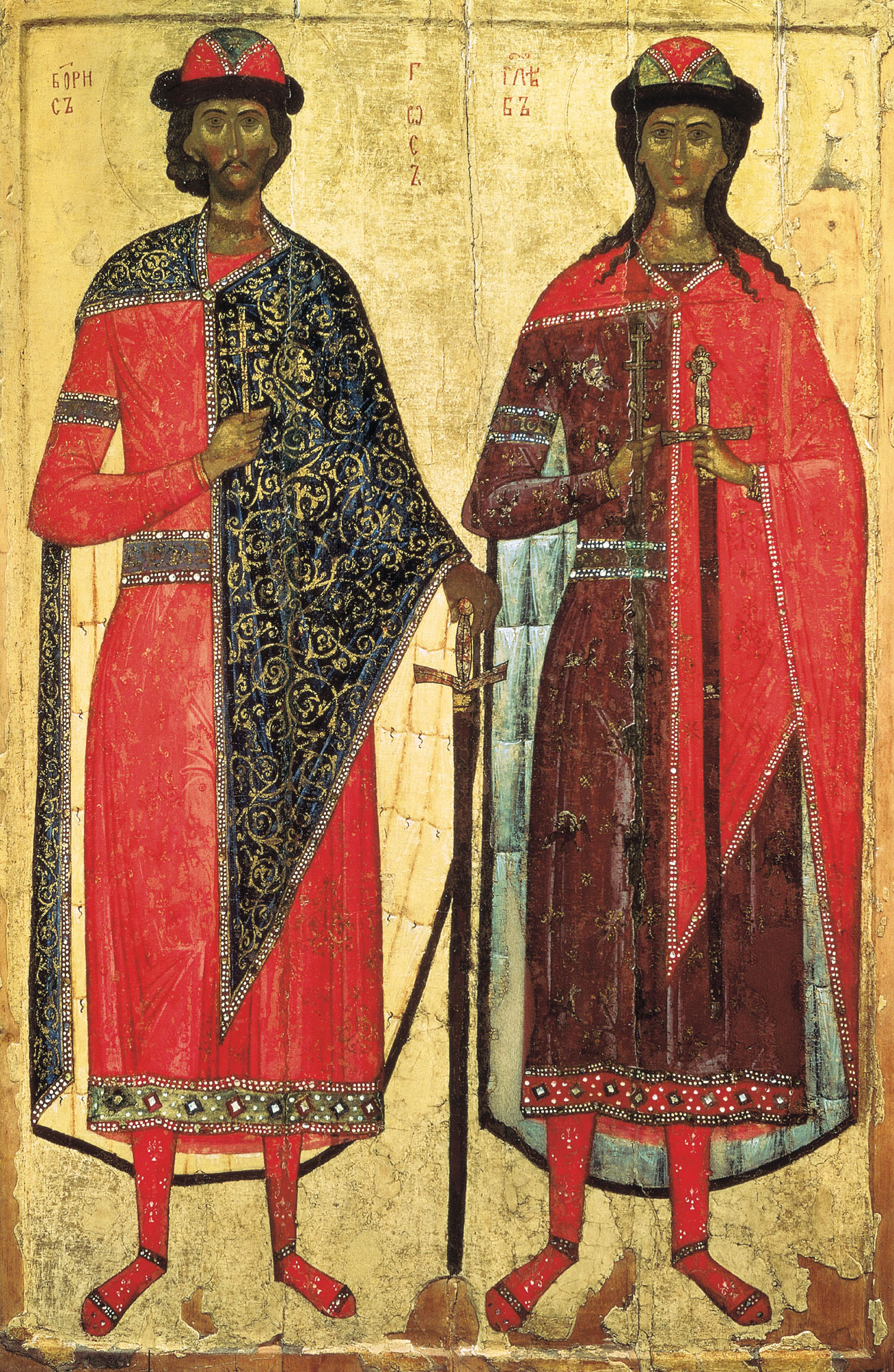
Boris och Gleb

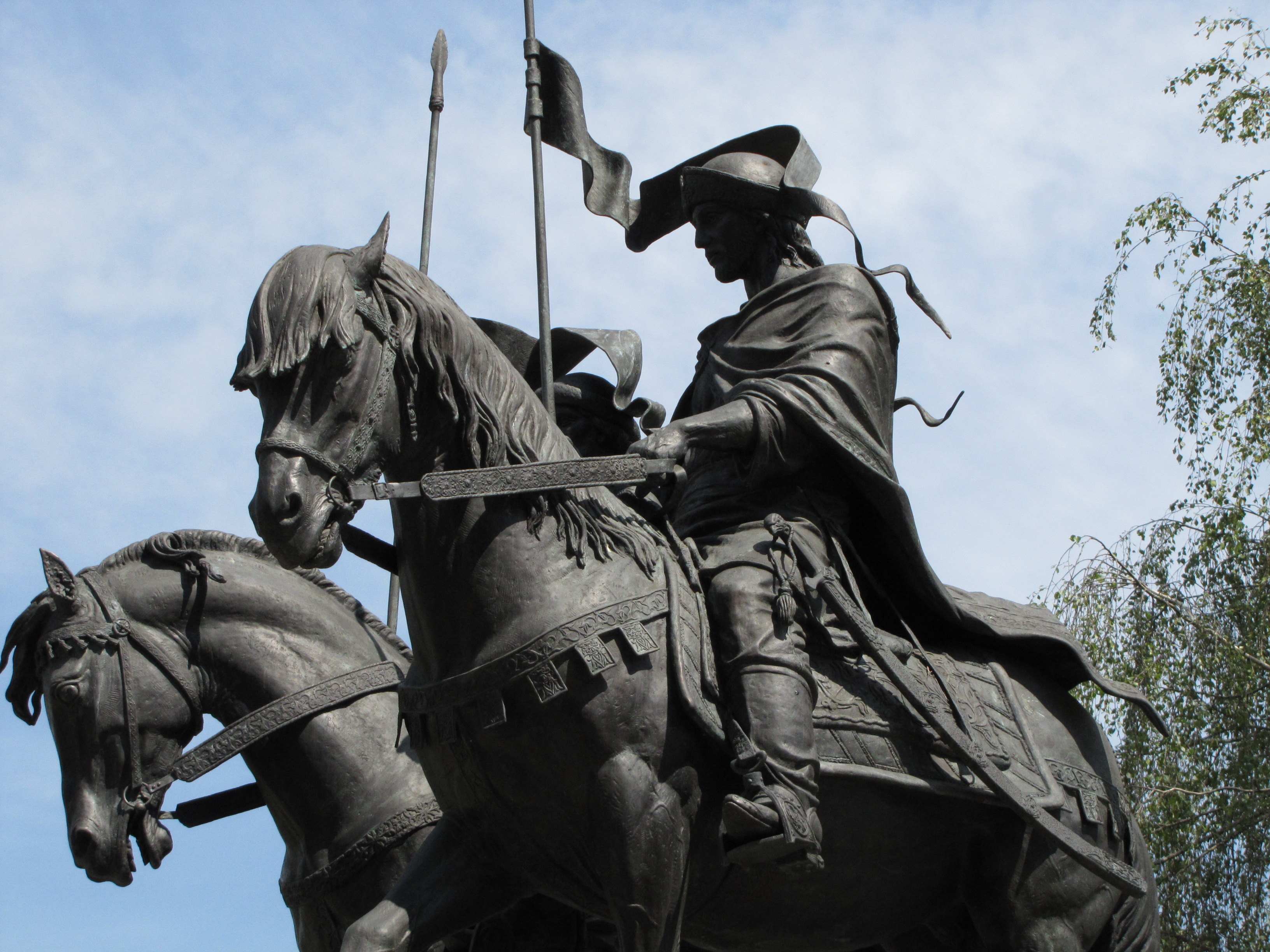
Ryttarstaty över Boris och Gleb vid Borisoglebskklostret i Dmitrov i Moskva oblast i Ryssland

Boris och Gleb var två söner till storfursten Vladimir den store.
Vladimir sände 1015 Boris på krigståg mot Petjeneger. Vladimir avled under tiden och en av hans äldre söner Svjatopolk blev storfurste av Kiev. 
För att trygga sig mot brödernas tronpretentioner lät denne mörda först den religiöse och osjälviske, av folket och militären omtyckte Boris och därefter även Gleb.
Flera krönikor, exempelvis Nestorskrönikan, innehåller många berättelser om underverk vid deras grav. Rysk-ortodoxa kyrkan förklarade dem 1071 för helgon.
Deras åminnelse firas den 2 maj (julianska kalendern), den dag 1072 som deras ben fördes till den så kallade borisogljebska kyrkan, som dem till ära uppbyggts i Vysjhorod. 
Senare byggdes många borisoglebska kyrkor och kloster, vilka liksom staden Borisoglebsk och ett område i Petsamo oblast, Borisoglebsk har sitt namn efter dessa.